# Chevagny-sur-Guye
Chevagny-sur-Guye é uma comuna francesa na região administrativa de Borgonha-Franco-Condado, no departamento Saône-et-Loire. Estende-se por uma área de 6 km². Em 2010 a comuna tinha 72 habitantes (densidade: 12 hab./km²).